# Elk Lake
Elk Lake är en sjö i Kanada.   Den ligger i provinsen British Columbia, i den södra delen av landet, 3 600 km väster om huvudstaden Ottawa. Elk Lake ligger 66 meter över havet. Arean är 2,5 kvadratkilometer. Den sträcker sig 3,3 kilometer i nord-sydlig riktning, och 1,7 kilometer i öst-västlig riktning.
Runt Elk Lake är det i huvudsak tätbebyggt. Runt Elk Lake är det mycket tätbefolkat, med 3 134 invånare per kvadratkilometer.